# استالین‌زدایی
استالین‌زدایی (به روسی: десталинизация) عبارتست از مجموعه اقداماتی که پس از مرگ ژوزف استالین در ۱۹۵۳، اجزای تشکیل دهنده نظام حکومتی شوروی را در معرض برخی تعدیل‌ها و اصلاحات قرار داد، آغاز رسمی این روند به سخنرانی نیکیتا خروشچف در کنگره بیستم حزب کمونیست بازمی‌گردد، خروشچف در سخنرانی معروف خود (سخنرانی سری) در این کنگره با حمله به کیش شخصیت پرستی استالین آن را به دور از خردمندی و خیرخواهی خواند و از استالین با عناوینی چون جباری خون‌آشام و جنایتکاری یاد کرد که اصول لنینیسم را زیر پا گذارده و ضوابط مشروعیت سوسیالیستی را سلب کرده و هزاران نفر از رفقای حزب را نابود کرد است.

## نتایج داخلی
سخنرانی خروشچف و آغاز استالین زدایی نقطه عطف بزرگی در تاریخ شوروی به‌شمار می‌آید و در نتیجه آن سیاست‌های آزادسازی و اصلاحات شدید آغاز شد، اهمیت بیشتری به تولید کالاهای مصرفی داده شد، مزارع اشتراکی امتیازات تازه‌ای به دست آوردند و یک برنامه وسیع خانه‌سازی آغاز شد، نشانه‌هایی از یک فضای باز فرهنگی مشاهده شد و همه اردوگاه‌های کار اجباری از سراسر اتحاد جماهیر شوروی برچیده شد.
شخص استالین در معرض شخصیت زدایی قرار گرفت، نام وی از کتب درسی حذف شد، استالینگراد دوباره ولگاگراد نامیده شد و جسد استالین در سال ۱۹۶۱ از کنار مقبره ولادیمیر لنین برداشته شد و در زیر دیوار کرملین بدون هیچ مراسم و تشریفاتی دفن شد، خروشچف حتی پیشنهاد کرد کمیسیونی برای تحقیق دربارهٔ جنایات استالین تشکیل شود و بنای یادبودی برای قربانیان آن ساخته شود.

## نتایج خارجی
پس از مرگ استالین و در دوران استالین زدایی اصل لنینیستی همزیستی مسالمت‌آمیز احیا شد و هیئت حاکمه شوروی به یک رشته بازدیدها از کشورهای کاپیتالیستی مبادرت ورزیدند، کاری که استالین هرگز انجام نداده بود.